# Buchalův vodní mlýn
Buchalův vodní mlýn (dříve též grunt Blažka Patluky) je vodní mlýn pocházející pravděpodobně ze 14. století, který je jednou z nejstarších dochovaných památek obce Skryje v okrese Brno-venkov. Historicky náleží k tzv. hadišťské (rysovské, novoveské) části Skryjí, rozkládající se na pravém toku řeky Loučky.  Mlýn je poprvé připomínán roku 1368 (majitel neznámý), prvním známým majitelem byl v roce 1653 mlynář Ondra Šťávničků, posledním pak František Buchal (zemřel 1946). V roce 1952 byl mlýn v rámci rušení malých živností a znárodňování definitivně uzavřen. V roce 1984 zemřel bez dědiců poslední příslušník mlynářského rodu Buchalů a (již bývalý) mlýn připadl státu. V roce 1987 jej pro brněnský Ústav ekologické biologie koupila Československá akademie věd a investovala do oprav střech a interiérů, avšak již roce 1990 byl mlýn prodán do soukromých rukou.

## Architektura a inventář mlýna
Jedná se o jednopodlažní pozdně barokní vesnické stavení se sedlovou střechou, hlavní štít a vnější podélná strana budovy mají bohatou štukovou výzdobu. Štít zdobí letopočet 1820.

### Stav k roku 1836
Dle ohodnocení staveb v obci Skryje při katastrálním mapování roku 1836 měly oba skryjské mlýny - Buchalův i Mašíčkův - o stupeň vyšší stavební standard než ostatní stavení v obci. Buchalův mlýn měl dvě obytné místnosti a jeho celková plošná výměra byla 1700 m2.

### Stav v roce 1842
Nejstarší dochovaný architektonický popis mlýna pochází z roku 1842: Jednalo se o mlýnské stavení o délce 32 m, šířce 7,5 m a výšce 4 m, síle zdí 60 cm. Přední (obytná) část sestávala ze dvou velkých místností, kuchyně, spižírny a komory, místnosti měly rákosový strop. Zadní (mlýnská) část byla od obytné oddělena chodbou a kamennými schody, krytými pálenými keramickými dlaždicemi. Celá budova byla kryta pálenou střešní krytinou. Vedle samotné budovy mlýna se nacházel hospodářský dvůr s maštalemi a chlévy. U vjezdu na dvůr stála kůlna se zděnými pilíři a prkennými výplněmi a chlívek pro vepře z dřevěných trámů, oboje kryté šindelem. Naproti budově na druhé straně náhonu stála stodola z dřevěných trámů, rovněž krytá šindelem. Celé stavení bylo dle údajů z roku 1842 v dobrém stavu a mělo odhadní cenu 4 500 zlatých.
Ze stejného roku pochází i soupis inventáře mlýna a dalšího majetku včetně odhadní ceny: lakovaný stůl (2 zl.), nelakovaný stůl (1 zl. 12 kr.), komoda (10 zl.), nástěnná skříň (6 zl.), cínová skříň (1 zl. 30 kr.), 3 postele (10 zl.), sloupkové hodiny (12 zl.), nástěnné hodiny (3 zl.), 2 zrcadla (4 zl.), 16 obrazů (8 zl.), 6 polstrovaných židlí (6 zl.), 4 židle z tvrdého dřeva (2 zl.), 2 mísy z polokameniny (1 zl.), 10 talířů z polokameniny (1 zl. 40 kr.), 8 kávových hrnků (48 kr.), 1 kůň (40 zl.), 4 krávy (80 zl.), 18 ovcí (27 zl.). Zásoby ve mlýně činily 20 měřic žita (32 zl.), 150 měřic ječmene, 20 mandelů nevymláceného žita (40 zl.), 10 mandelů nevymláceného ovsa (15 zl.), 120 klád různé velikosti a síly (60 zl.), 60 kusů fošen z měkkého dřeva (30 zl.), 120 kusů prken z měkkého dřeva (12 zl.) a 6 sáhů palivového dřeva (12 zl.).
O necelé století později, v roce 1936, byl dle posudku komise okresního úřadu mlýn již ve výrazně horším stavu (např. podlahy byly prohnilé) a jeho cena byla odhadnuta na 100 000 Kč.

## Technické zařízení mlýna
Vodní mlýn o čtyřech složeních byl poháněn původně čtyřmi, později již jen třemi vodními koly na svrchní (horní) vodu.

### Stav v roce 1927
Ucelený popis technického zařízení mlýna se dochoval v zápisu o technické prohlídce z roku 1927, nezbytné k získání vodoprávního oprávnění. Náhonu dodával vodu jez o šířce 22,5 m, tvořený dlaždicovitě vyrovnanými balvany, částečně zpevněnými cementem, nacházející se na řece asi 650 m nad mlýnem. V koruně měl jez dřevěný trám. Cca 60 m nad jezem byl roku 1927 na skalce zřízen tzv. ham - záměrný bod ke zjištění spádových poměrů vody a jejího protékaného množství. Na mlýně byly dva další takové záměrné body - starý na kamenné zárubni a nový u rohu zdi levého průčelí mlýna. Jednalo se o cementovou rouru o průměru 10 cm a hloubce 7,5 cm, do níž byl zabetonovaný železný trn. Voda tekla náhonem od jezu po pravé straně řeky pod klenutý mostek, za nímž vtékala do 18 m širokého a 33 m dlouhého rybníka, který zde koncem 19. století zbudoval mlynář Josef Kubita na místě, kde dříve stávala usedlost Prokopa Štemberů. Účelem rybníka bylo zadržovat vodu pro mlýn při nižších vodních stavech, i tak ale v sušších obdobích - zejména v létě - stačil průtok často jen k pohonu dvou mlýnských kol.
Jalová voda odtékala z rybníka prvním stavidlem, voda vedená na mlýnská kola tekla náhonem se dvěma žlaby; na první resp. čtvrté kolo se pouštěla stavidly ve dně těchto žlabů, na druhé resp. třetí kolo stavidly v čele těchto žlabů. První kolo o průměru 3,30 m a druhé kolo o průměru 3,25 m pohánělo mlecí zařízení. Třetí kolo o průměru 3,40 m pohánělo vodní pilu. Čtvrté kolo pohánělo zařízení na zpracování krup, roku 1925 však bylo zrušeno a jeho náhon dále sloužil jen k vypouštění přebytečné vody ze žlabu.

### Stav v roce 1936
Další informace o technickém stavu mlýna pochází z roku 1936, kdy František Buchal přebíral mlynářskou živnost od svého otce Josefa a znovu žádal o vodoprávní oprávnění. Dva roky předtím, v roce 1934, byl mlýn modernizován: dřevěné žlaby náhonu byly nahrazeny žlabem betonovým a druhé a třetí kolo byly nahrazeny jedním výkonnějším o síle 12 HP. Z něj byla síla přenášena přes paleční kolo na hlavní transmisní hřídel, čímž bylo poháněno mlecí zařízení i pila.
V budově pily byla na navýšené podlaze stará jednolistová pila, tzv. jednuška, novější pila byla na úrovni terénu a měla rámovou pilu (katr), okružní pilu a smirkový kotouč, poháněné přes transmisní hřídel pod střechou. Pod budovou pily byl nepřístupný prostor, tzv. podpilín, kde se hromadily piliny.
V budově mlýna byl na první podlaze, tzv. hranici, šrotovník o průměru 95 cm, nad ním kroupovník, vedle loupačka a dvě váhové stolice na žito a pšenici o délce válců 40 resp. 50 cm. Na druhé podlaze, tzv. zanášečce, stál stroj na čištění krupice a truhla na míchání mouky. V podstřeší byla transmisní hřídel a u ní řemenové náhony k hranolovému vysavači a výtahovým hlavám. V podzemí mlýna, tzv. podkolí, bylo vodním kolem poháněné dynamo o síle 7 HP, od nějž šlo elektrické vedení po budově v prostých trubkách.
Komise rozhodující v roce 1936 o vodoprávním oprávnění vytýkala mlynáři řadu nedostatků v oblasti zajištění bezpečnosti a ochrany zdraví při práci a uložila mu ve lhůtě do roku 1940 vybudovat protipožární zeď oddělující půdu mlýnice od obytné části, oplechovat dveře ze mlýna do předsíně, opravit vadné podlahy, zakrýt řemenice, zapouzdřit soukolí, dát zákaz vstupu nepovolaným osobám a opatřit mlýn hasicím zařízením.

### Stav po 2. světové válce
Po technické stránce už mlýn až do svého uzavření v roce 1952 nezaznamenal žádných výraznějších změn. V roce 1968 v něm začalo místní JZD provozovat pořez dřeva, pila však již nebyla poháněna vodním kolem, ale elektrickým proudem ze sítě. Tato přidružená výroba trvala až do roku 1979.

## Historie, mlynáři a majitelé
Poprvé je Buchalův mlýn, dnes Skryje č.p. 13 (dříve č.p. 3), připomínán roku 1368 v dochovaném zápisu majetkového převodu mezi Lovkem z Drahan a Peškem a Hartmanem, bratry z Bukovce, kde je uveden jako součást prodávaného majetku, doslova "...in villa Skry medium laneum cum molendino..." neboli "...v obci Skryje půllán s mlýnem..." Jména jeho majitelů (mlynářů) nejsou však po dalších téměř 300 let známa, prvního mlynáře jmenovitě uvádí teprve urbář klášterního panství Předklášteří, vzniklý krátce po konci třicetileté války v roce 1653. Byl jím Ondra Šťávničků. Za dobu své historie byl mlýn prokazatelně v držení několika mlynářských rodů.
- 1368 - neznámý majitel
- 1653 - Ondra Šťávničků; od něj za neznámých okolností získal mlýn Blažej Patloka
- 1655 - mlýn za 360 zlatých připsán Marku Patlokovi (pravděpodobně syn)
- 1671 - jako majitel již uváděn Markův syn Jíra Patloka
- 1702-1722 - mlýn postupně v držení několika věřitelů
- 1722 - mlýn vykoupil Matěj Patloka
- 1753 - mlýn zdědil jeho syn Jíra Patloka
- 1764 - mlýn zdědila vdova po Jírovi, Rozálie Patloková
- 1778 - mlýn získal sňatkem s Rozálií Jiří Medek, bratr mlynáře z horního mlýna v Podskalí
- 1808 - mlýn zdědil Jiřího syn Jan Medek
- 1842 - mlýn zdědil Janův syn Jan Medek
- 1851 - mlýn získal koupí od Jana Medka Josef Kubita
- 1888 - mlýn získala vdova po Josefovi, Františka Kubitová
- 1912 - mlýn získala její dcera Františka, provdaná za Josefa Buchala, syna Františka Buchala, mlynáře ze Šafránkova mlýna
- 1936 - mlýn zdědil syn Buchalových František Buchal
- 1946 - mlýn zdědila vdova po Františkovi, Emilie Buchalová, a její synové František a Antonín
- 1952 - mlýn ukončil činnost
- 1984 - zemřel poslední majitel František Buchal, mlýn jako majetek bez dědiců přešel na stát
- 1987 - mlýn koupila Československá akademie věd
- 1990 - mlýn koupil soukromý majitel